# Werner Böttger
Werner Böttger, vollständiger Name Kurt Ferdinand Werner Böttger (* 11. Juni 1895 in Dresden; † 2. Januar 1971), war ein deutscher Diplom-Ingenieur im Bereich Tiefbau, dessen beruflicher Werdegang maßgeblich mit der Ingenieur-Akademie Wismar (einer der historischen Vorläufereinrichtungen der heutigen Hochschule Wismar) verbunden war.
Als Dozent mit der Amtsbezeichnung (Städtischer) Baurat war Böttger in Wismar an der Ingenieur-Akademie von 1924 bis 1937 tätig und von 1931 bis 1933 deren Direktor. Er hatte sich insbesondere für eine praxisorientierte Ingenieurausbildung in Mecklenburg-Vorpommern eingesetzt.

## Leben
Böttger bezeichnete sich selbst als Freidenker und dem Deismus zugetan. Von der Kirche hatte er sich 1938 aus naturphilosophischen Gründen gelöst.
Werner Böttger war (wie weitere Dozenten der Wismarer Akademie) seit 1929 Mitglied des weltweiten deutschsprachigen Männerbunds der Schlaraffia, im 285. Reych der Schlaraffia in Wismar/Mecklenburg, in der Vismaris, .
Böttger war verheiratet und hatte zwei Kinder.

## Wohnanschriften
- Wismar

Aus der Wismarer Zeit sind aus den Adressbüchern von 1925 bis 1931 drei Wohnanschriften bekannt: 1925/Turnplatz 2, 1927 und 1929/ Gartenstraße 1 und 1931 Fürstengarten 25 und mit Telefonanschluss Nr. 2433. (Böttgers letzte Anschrift in Wismar wird auch in der Stammrolle der Schlaraffia von 1931 bestätigt)
- Warmbrunn im Riesengebirge
- Bielefeld
- Duisburg, Claubergstr. 5

## Bildungsweg
- Schule/Gymnasium in Oldenburg i.O. 1902–1905/1905–1914
- Abiturium am Gymnasium Oldenburg am 6. August 1914
- Technische Hochschule Braunschweig 1919–1921
- Abschluss als Diplomingenieur am 29. Juli 1921[1]

## Beruflicher Werdegang
- Ingenieur-Akademie Wismar (Dozent für Tiefbau von 1924 bis 1931)
- Direktor Ingenieur-Akademie Wismar von 1931 bis 1933
- Dozent an Wismars Akademie von 1933 bis 1937
- Bauunternehmung Conrad K.G. Bad Warmbrunn im Riesengebirge (Oberingenieur, Ltr. der Eisenbetonabteilung, 1937–1938)
- Verein „Haus der Technik“ e.V. in Bielefeld (Geschäftsführer 1938)
- Bauunternehmung Ed. Züblin & Cie., A.G.-Duisburg (Ltr. des technischen Büros; als Oberingenieur mit Prokura 1938–1946)
- beratender Ingenieur und technischer Privatlehrer (1946–1948)
- Allgemeine Hoch- und Ingenieurbau AG Düsseldorf-Lörick (Oberingenieur 1948–1949)[1]

## Zur Amtszeit als Direktor der Ingenieur-Akademie Wismar
Zu Beginn des Herbstsemesters 1931 sah sich der damalige jüdische Akademiedirektor Adolf Weingarten massiver faschistischer und antisemitischer Hetze ausgesetzt. Ein Teil der Studenten forderten Weingartens Absetzung sowie die Aufhebung der Kündigung von Hans Berthold, der bei der Immatrikulationsfeier den Faschismus verherrlicht hatte. Um einen Boykott oder Weggang der Studenten zu verhindern, legte der Wismarer Rat Weingarten nahe, freiwillig seinen Posten zu räumen. Ein angestrebtes Nachrücken durch einen NSDAP-Parteigänger konnte mehrheitlich verhindert werden. Dafür setzte der Rat nun den als Demokraten geltenden Werner Böttger als Direktor ein.
Böttger führte als erfahrener Ingenieurpädagoge den von Weingarten eingeschlagenen Weg fort. Es galt die neu gestalteten Lehrpläne, die weiter die akademische Lehrweise bei polytechnischem Lehrpensum favorisierten, beim Ministerium des Inneren durchzusetzen. Sie hatten jahrelang den Erfolg dieser privaten wie auch städtischen Einrichtung gesichert. Damit folgte Böttger dem 1923 durch den Gründungsdirektor Robert Schmidt formulierten Lehrziel nach der „Erziehung eines praktischen Ingenieurs“, was Kurt Heinrich auf seine Elektrotechnik-Studenten bezogen in der Elektrotechnischen Zeitschrift (ETZ) 1927 ausführlich thematisierte.
Böttger galt als sehr sachlich agierend, was beispielsweise eine vom Kuratorium ihm 1932 abgeforderte Einschätzung zu Verfehlungen des 1931 fristlos entlassenen Leiters des Bereiches der Elektrotechnik Kurt Heinrich belegt. Darin bescheinigt er Heinrich zwar ein „unglaublich leichtfertiges“ Handeln, aber von einer strafbaren Vorgehensweise oder auch nur Pflichtverletzung, was ihm das Kuratorium vorwarf, war keine Rede.
Die Arbeitsbedingungen für Böttger verschlechterten sich zunehmend (Weltwirtschaftskrise). Zum einen standen ihm in seiner Amtszeit lediglich zehn Dozenten zur Verfügung, denen durchschnittlich fast 29 Lehrstunden pro Woche abverlangt wurden. Das betraf auch ihn persönlich, zuzüglich der zu leistenden Direktionsgeschäfte. 

## Amtsende als Akademie-Direktor 1933
Mit der Reichstagsbrandverordnung vom 28. Februar 1933 und letztlich dem Ermächtigungsgesetz vom 24. März 1933 und der damit faktischen Außerkraftsetzung der Weimarer Verfassung waren die Nazis weiter auf dem Vormarsch. 
Böttger war (wie auch andere Dozenten der Akademie) seit 1929 Mitglied bei den Schlaraffen im Reych Vismaris und galt damit als eine Art Logenbruder und persona suspecta.
Die beim Rat von Böttger eingeforderte Unterstützung gegen den wachsenden Einfluss von Militarismus und Faschismus an der Akademie blieb aus. Im Gegenteil; der Rat stärkte mittlerweile nationalsozialistische Kräfte, wie im Januar 1932, als er die Gründung einer nationalsozialistischen Studentengruppe (NSDStB) und deren Satzungen genehmigte.
Böttger sah sich zunehmend allein gelassen im Kampf gegen das Eindringen faschistischer Ideologie und des wachsenden braunen Terrors. Daraufhin lehnte er am 27. März 1933 die weitere Leitung der Akademie ab.
Das NSDAP-Mitglied Hans Berthold wurde eingesetzt, der wiederum die sofortige Kündigung des jüdischen Dozenten Adolf Weingarten veranlasste. Weingarten hatte im Sommer 1931 Berthold gekündigt, nachdem dieser zur Immatrikulationsfeier den Faschismus verherrlichte.
Böttger vollzog den formalen Eintritt in die NSDAP am 1. Mai 1933 (als Logenmitglied wurde er nur als Anwärter ohne Parteibuch und Vereidigung aufgenommen), was Böttger eine Weiterbeschäftigung als Dozent ermöglichte. Diese endete 1937, als im Zuge von Umverteilungen die Wismarer Abteilungen Hoch- und Tiefbau an das Technikum Strelitz verlagert wurden. 
Böttger wechselte nun in die Privatwirtschaft.

## Neuanfang nach dem II. Weltkrieg
Böttger machte sich ab 1946 als Beratender Ingenieur für das Bauwesen unter privater Wohnanschrift in Duisburg selbständig. Als Baurat a. D. Böttger bewarb er sich im Nebenamt um eine Stelle als Lehrkraft an der Staatsbauschule Essen sowie um die staatliche Anerkennung als Prüfingenieur für Baustatik. Aus diesem Grund hatte er einen Entnazifizierungsantrag zu stellen, der Wohnort bezogen den Vorgaben der Britischen Besatzungszone unterlag. 
Ein erster Antrag vom 19. März 1948 wird mit der Einreihung in die Kategorie IV (Mitläufer) entscheiden. Die Entscheidung sah man in der Mitgliedschaft in der NSDAP seit 1933, aber auch in den Mitgliedschaften in weiteren NS-nahen gesellschaftlichen Organisationen sowie in einer frühen Mitgliedschaft in der Burschenschaft Thuringia zur Studienzeit und in seinem Kirchenaustritt 1938 begründet.
In einem gesonderten Schreiben vom 24. März 1948 bestätigte die Entnazifizierungskommission Böttger, dass gegen eine nebenamtliche Tätigkeit im Schuldienst keine Bedenken beständen.
Um als Entlasteter (Kategorie V) zu gelten, war der Nachweis zu erbringen, "aktiv nach besten Kräften der nationalsozialistischen Gewaltherrschaft Widerstand geleistet und dadurch Nachteile erlitten" zu haben. Das sah Böttger für sich als gegeben. Deshalb reichte er am 6. Juni 1948 ein Gesuch auf eine zweite Überprüfung ein. Doch auch diese erkannte keinen aktiven Widerstand bei gleichzeitiger Benachteiligung an und bestätigte die ursprünglich getroffene Einreihung als Mitläufer. 
Ein weiteres Überprüfungsgesuch von Böttger 1949 wurde abgelehnt und die Akte Ende September 1949 geschlossen.